# Pseudanthias calloura
Pseudanthias calloura és una espècie de peix de la família dels serrànids i de l'ordre dels perciformes.

## Morfologia
- Els mascles poden assolir 10 cm de longitud total i les femelles 9,46.
- Nombre de vèrtebres: 26.[3][4]

## Hàbitat
És un peix marí de clima tropical que viu fins als 53-56 m de fondària.

## Distribució geogràfica
Es troba a Palau.